# Дальке, Георг фон
Георгий фон Дальке (Георг фон Дальке, Георгий Дальке, Георг(ий) Дальк; нем. Georg von Dahlke; 1713—1771) — русский военачальник, генерал-поручик (1763). Боевой генерал, участник четырёх войн с турками, пруссаками и шведами.

## Биография
Родился в 1713 году. В 1738 году, в возрасте около 25 лет, перешёл из польско-саксонской армии в русскую, куда был зачислен поручиком. 
В первый же год своей службы в русской армии принял участие в Днестровском походе в ходе Русско-турецкой войны 1735—1739 годов. В ходе войны фон Дальке три раза участвовал в рекогносцировке Хотинской крепости, в поиске удобной переправы через Днестр, в Ставучанском сражении, во взятии Хотина и Ясс.
В ходе Русско-шведской войны 1741—1743 годов фон Дальке участвовал в штурме и взятии Вильманстранда (1741) и в занятии Фридрихсгама (1742). 
В ходе Семилетней войны участвовал в битве при Гросс-Егерсдорфе (1757), а в 1758 году в чине полковника находился в Познани, вероятно, во главе отряда, где следил за передвижениями неприятельских войск. В 1759 году, уже в чине генерал-майора, снова был отправлен в Познань для командования аванпостами, служившими прикрытием армии со стороны Силезии. В 1761 году был командирован в Польшу для заготовки продовольствия для армии. В 1762 году, с полками, стоявшими около Познани, был послан в Померанию для несостоявшейся войны с Данией, планы которой вынашивал Пётр III.
В 1763 году был произведён в генерал-поручики.
В ходе Русско-турецкой войны 1768—1774 годов сражался против турок в рядах 2-й армии и был награждён орденом Святой Анны (в то время не имевшим степеней). В 1771 году вышел в отставку по болезни и вскоре скончался.